# Jacques-Joseph de Cathelineau
Jacques-Joseph de Cathelineau (Le Pin-en-Mauges, 28 marzo 1787 – Jallais, 27 maggio 1832) è stato un ufficiale francese.

## Biografia
Jacques-Joseph de Cathelineau era l'ottavo figlio di Jacques Cathelineau, noto come "generalissimo" dell'esercito della Vandea durante la Rivoluzione francese; Jacques-Joseph fu l'unico degli otto figli che sopravvisse.
Jacques-Joseph da giovane fu preso sotto la protezione di Victoire de Donissan, vedova del marchese de Lescure e futura marchesa de La Rochejaquelein.
Nel 1815, durante i Cento Giorni, si unì ad Auguste de La Rochejaquelein e prese parte all'insurrezione della Vandea contro Napoleone I e a favore della restaurazione dei Borbone. Re Luigi XVIII lo nobilitò il 14 marzo 1816.
Cathelineau, che di professione era tessitore, lasciò la propria attività per la carriera militare, venendo ammesso nell'esercito come ufficiale. Nel 1827, entrò a far parte della guardia reale di re Carlo X di Francia. Si dimise poi dall'esercito francese nel 1830, rifiutando di prestare giuramento di fedeltà al nuovo sovrano, Luigi Filippo.
Prese parte all'insurrezione monarchica del 1832 nella Francia occidentale organizzata dalla duchessa di Berry contro la monarchia di luglio; in quella rivolta venne catturato e poi sommariamente giustiziato dai gendarmi di Luigi Filippo mentre si stava arrendendo per salvare la vita al contadino che lo aveva nascosto.
Le sue spoglie vennero trasportate accanto a quelle del padre nella cappella di Saint-Charles, comunemente chiamata cappella Cathelineau, a Saint-Florent-le-Vieil; successivamente vi vennero tumulate anche  le spoglie del figlio, Henri de Cathelineau, come lui militare per la causa realista.